# مارلين سكوغلاند
مارلين سكوغلاند (بالإنجليزية: Marilyn Skoglund) هي محامية وقاضية أمريكية، ولدت في 15 أغسطس 1946 في شيكاغو في الولايات المتحدة.